# Blandine Ebinger
Blandine Ebinger, född 4 november 1899 i Berlin, Kejsardömet Tyskland, död 25 december 1993 i samma stad, var en tysk skådespelare och sångare. Hon var gift med kompositören Friedrich Hollaender på 1920-talet. Ebinger valde av politiska skäl att lämna Tyskland 1937 då hennes dotter tillsammans med Hollaender räknades som halvjudinna. Hon återkom 1947 och syntes då åter i film, TV och på olika teaterscener.

## Filmografi, urval
- 1931 – Två blå ögon och en tango
- 1932 – Bröllopsnatten
- 1933 – Det var en gång en musiker
- 1935 – Sommarflirt i Lido
- 1937 – Kampen om Matterhorn
- 1937 – Även i tider som dessa
- 1948 – Farligt vittne
- 1950 – Våld i hemlighet
- 1951 – Undersåten
- 1958 – Farlig böjelse
- 1958 – Kvinna i Berlin
- 1960 – Det sista vittnet
- 1961 – Der Lügner